# Danko
Danko je moško osebno ime.

## Izvor imena
Ime Danko je različica moškega osebnega imena Danijel.

## Pogostost imena
Po podatkih Statističnega urada Republike Slovenije je bilo na dan 31. decembra 2007 v Sloveniji število moških oseb z imenom Danko: 69.

## Osebni praznik
V koledarju je ime Danko skupaj z imenom Danijel.